# الصالحية (القصير)
الصالحية مزرعة تابعة لقريةًالنزاريةمركز القصير التابعة لمنطقة القصير في محافظة حمص. تقع جنوب غرب مدينة حمص.